# Austhjelmen
Austhjelmen är en bergstopp i Antarktis. Den ligger i Östantarktis. Norge gör anspråk på området. Toppen på Austhjelmen är 1 315 meter över havet, eller 315 meter över den omgivande terrängen. Bredden vid basen är 3,3 km.
Terrängen runt Austhjelmen är platt norrut, men söderut är den kuperad. Trakten är obefolkad. Det finns inga samhällen i närheten.